# 카누리어 위키백과
카누리어 위키백과는 카누리어로 운영되는 위키백과 다언어판이다. 또한 2006년 6월 20일에 시작되었다. 기호는 kr이다.문서가 없다.